# Platina 220
Il Platina 220 è un grattacielo della città di San Paolo in Brasile.

## Storia
I lavori di costruzione dell'edificio sono iniziati nel 2018 e sono terminati nel 2022. Nel marzo 2021, al raggiungimento del tetto, l'edificio è diventato il più alto della città di San Paolo, superando il Mirante do Vale, rimasto il più alto della città per più di cinquant'anni.

## Descrizione
L'edificio ha un'altezza di 172 metri per 48 piani. È a destinazione mista, ospitando appartamenti residenziali, uffici e un albergo.

## Galleria d'immagini

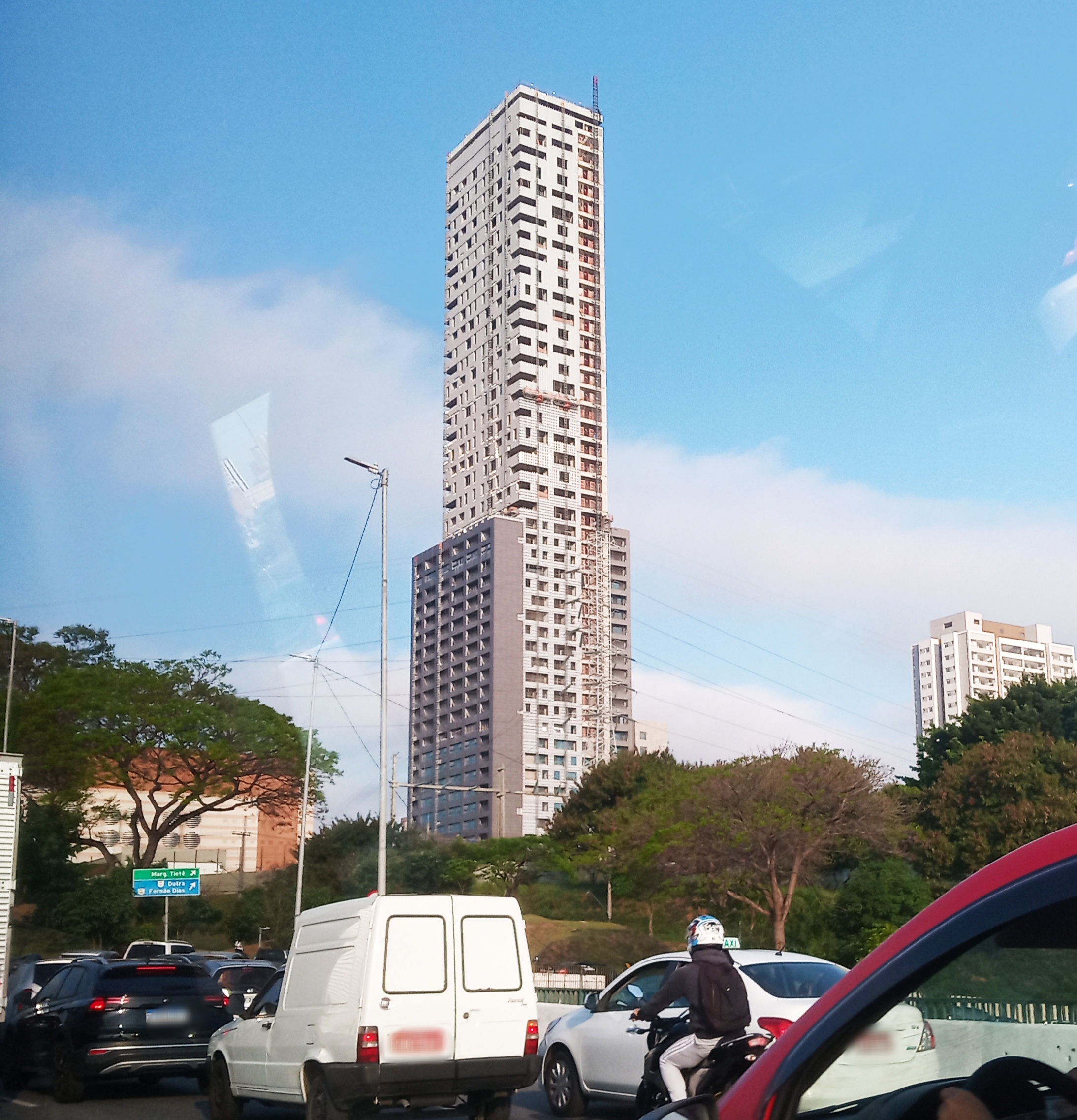
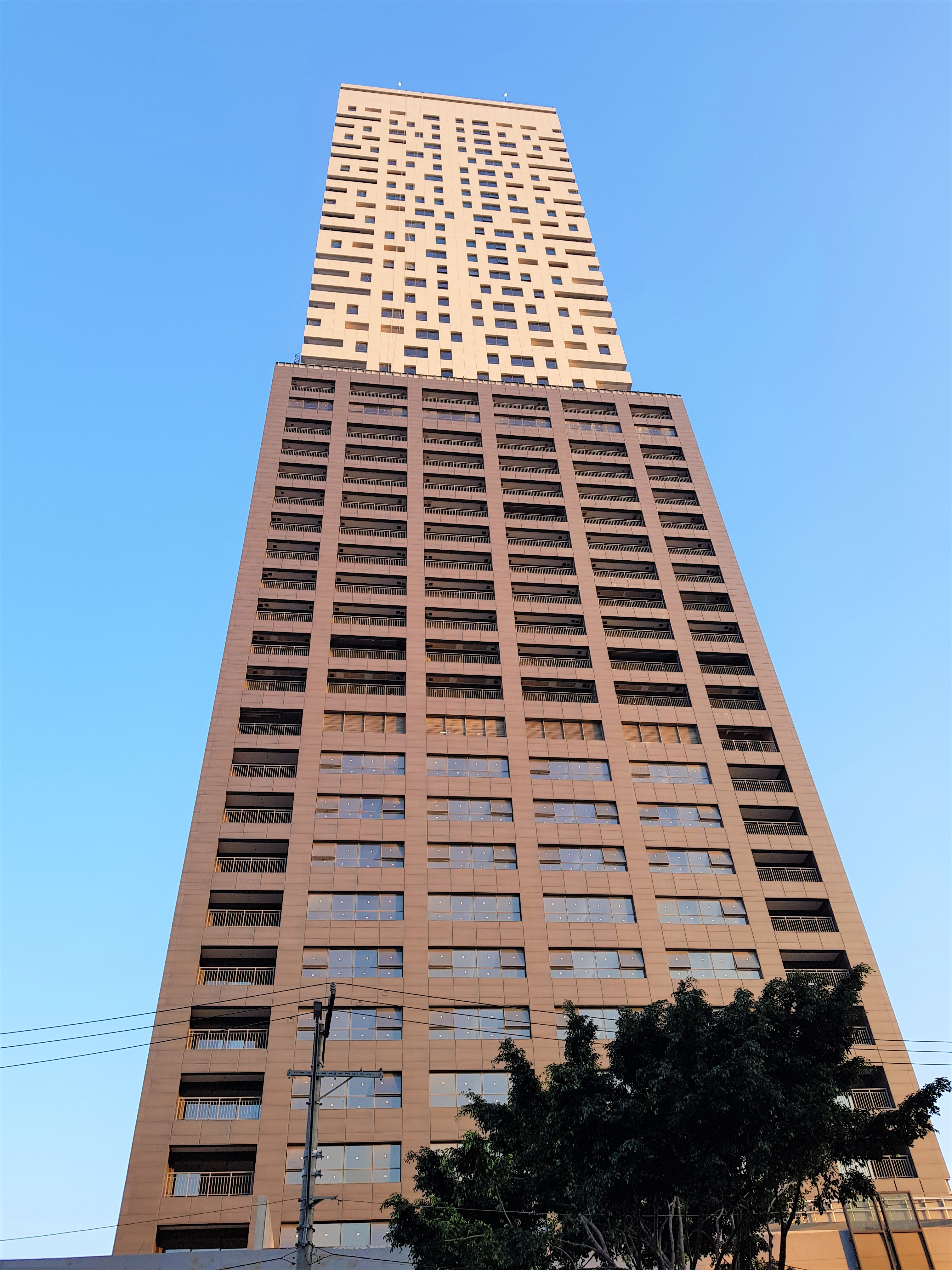
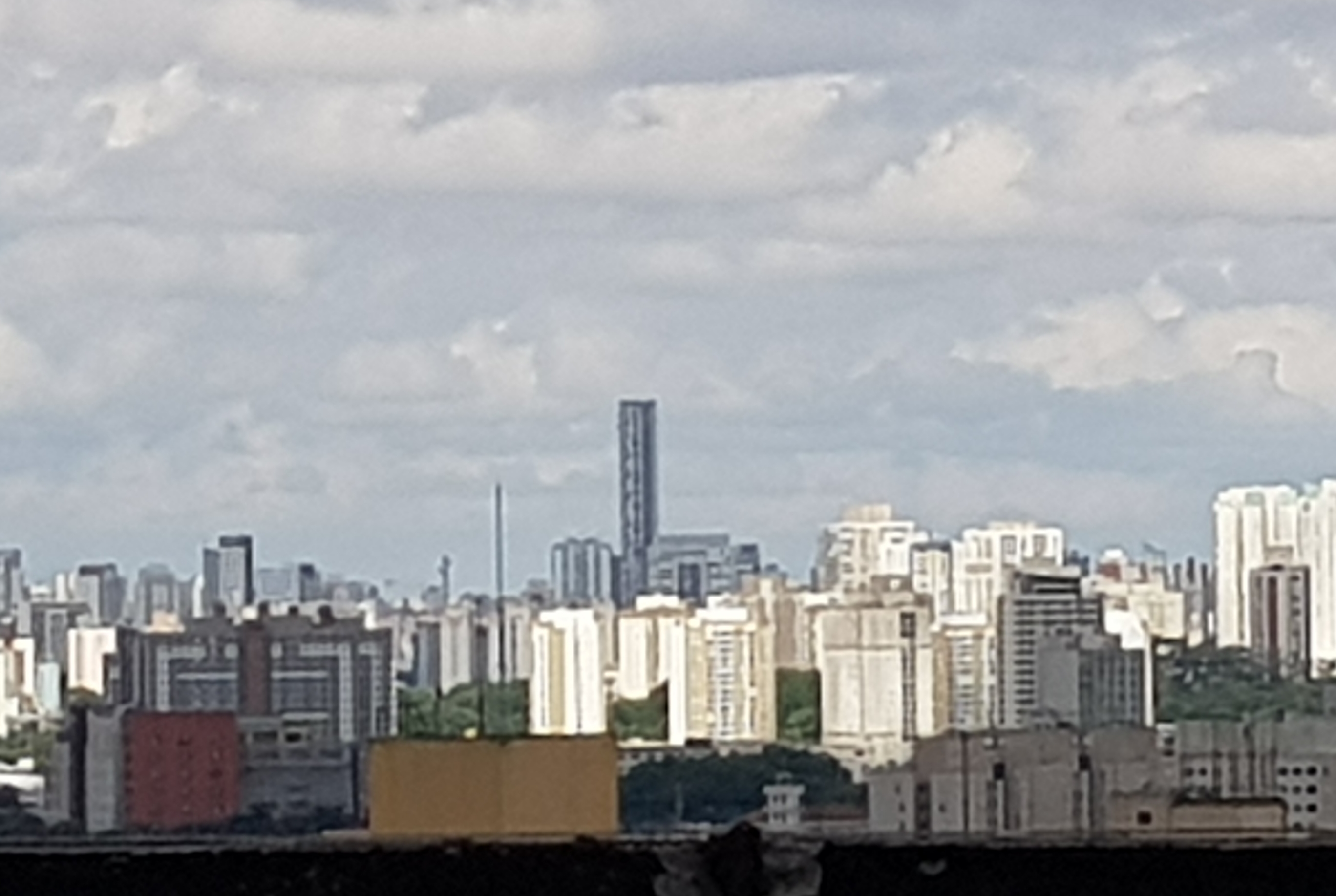